# Sextus Helvius
Sextus Helvius war ein antiker römischer Toreut (Metallbearbeiter), der in der ersten Hälfte des 1. Jahrhunderts wahrscheinlich in Oberitalien, möglicherweise Aquileia, tätig war.
Sextus Helvius ist heute nur noch aufgrund von zwei Signaturstempeln auf Bronzekasserollen bekannt. Mit Fundorten in Italien und Frankreich sind beide Stücke weit gestreut, aber noch innerhalb des früheren Reichsgebietes. Mit Lucius Helvius Cat(…) gibt es einen zweiten Toreuten mit gleichem Gentilnamen, der in ähnlicher Zeit und ebenfalls in Italien tätig war. Ob es familiäre Verbindungen gab, ist heute anhand der bekannten Funde nicht mehr feststellbar.
1. Bronzekasserolle, gefunden in Pompeji, heute im heute im Deposito Archeologico Pompei.[1]
2. Bronzekasserolle, gefunden in Frankreich; heute in einer Privatsammlung in Mâcon, Département Saône-et-Loire.[2]

## Einzelbelege
1. ↑  Inventarnummer 12610; Richard Petrovszky: Studien zu römischen Bronzegefäßen mit Meisterstempeln. Leidorf, Buch am Erlbach 1993, S. 263–264, Nr. H.03.01.
2. ↑  Inventarnummer 71/1879; Richard Petrovszky: Studien zu römischen Bronzegefäßen mit Meisterstempeln. Leidorf, Buch am Erlbach 1993, S. 263–265, Nr. H.03.02.

| Personendaten    | Personendaten                      |
| ---------------- | ---------------------------------- |
| NAME             | Helvius, Sextus                    |
| KURZBESCHREIBUNG | antiker römischer Toreut           |
| GEBURTSDATUM     | 1. Jahrhundert                     |
| STERBEDATUM      | 1. Jahrhundert oder 2. Jahrhundert |